# Klubi Sportiv Kamza 2013-2014

## Rosa
| N. |                    | Ruolo | Calciatore              |
| -- | ------------------ | ----- | ----------------------- |
| 1  | Albania (bandiera) | P     | Mario Bytyçi            |
| 3  | Albania (bandiera) | D     | Alban Muça              |
| 5  | Albania (bandiera) | D     | Ardit Beqiri (capitano) |
| 7  | Albania (bandiera) | C     | Rezart Maho             |
| 9  | Albania (bandiera) | A     | Klevis Dalipi           |
| 11 | Albania (bandiera) | A     | Renato Sula             |
| 13 | Albania (bandiera) | C     | Edison Xhixha           |
| 14 | Albania (bandiera) | A     | Albjon Blloku           |
| 16 | Albania (bandiera) | C     | Artur Magani            |
| 18 | Albania (bandiera) | A     | Fatjon Bytyçi           |
| 22 | Albania (bandiera) | C     | Kevin Naska             |

| N. |                    | Ruolo | Calciatore      |
| -- | ------------------ | ----- | --------------- |
|    | Albania (bandiera) | P     | Enis Dedej      |
|    | Albania (bandiera) | D     | Andi Likaj      |
|    | Albania (bandiera) | D     | Fatjon Tafaj    |
|    | Albania (bandiera) | C     | Melisi Doku     |
|    | Albania (bandiera) | C     | Marenglen Kapaj |
|    | Albania (bandiera) | C     | Florjan Biba    |
|    | Albania (bandiera) | C     | Elidor Kaçolli  |
|    | Albania (bandiera) | C     | Orjan Xhemalaj  |
|    | Albania (bandiera) | A     | Donaldo Pasha   |
|    | Albania (bandiera) | A     | Xhuljo Mehmeti  |
|    | Albania (bandiera) | A     | Luarts Lame     |